# Бенджамин Дизраели
Бенджамин Дизраели, 1-ви граф на Бийкънсфийлд (на английски: Benjamin Disraeli, 1st Earl of Beaconsfield), е британски политически и държавен деец, писател и един от най-видните идеолози и ръководители на Консервативната партия, два пъти министър-председател на Великобритания (1868 г., 1874 – 1880 г.).

## Произход и ранни години (1804 – 1821)
Роден е на 21 декември 1804 година в Блумсбъри, Лондон, Великобритания. Баща му Исаак д`Израели, евреин с италианско гражданство, е известен литературовед, обичащ повече от всичко книгите и библиотеката на Британския музей. Макар че Бенджамин е с еврейски произход, още в ранна възраст е кръстен в лоното на Англиканската църква. В семейството има още двама синове и дъщеря Сара.
Бенджамин не учи нито в елитни училища, нито в университет. Той получава семейно възпитание и в резултат на самообразование придобива обширни познания по история, класическа литература, различни религиозни учения. Младият Бенджамин се оформя като изключително честолюбива и властолюбива личност. „За да се сдобиеш с власт, ти е необходимо голямо състояние“ – до това заключение Дизраели достига още в юношеска възраст и опитвайки се да се сдобие с пари, играе на борсата и спекулира с акции на латиноамерикански минни предприятия. Спекулациите му завършват с крах и Бенджамин се оказва потънал в дългове, които му тежат до края на живота. С неуспех завършва и авантюристичният му опит да създаде крупен общонационален английски вестник. Заемайки пари от приятели, Дизраели заминава на 1,5-годишно пътешествие из средиземноморските страни, от което придобива дълбоки симпатии към турците и техния начин на живот, а също и съхранява за цял живот интерес към древните цивилизации.

## Писателска дейност (1824 – 1834)
Двадесетгодишен Дизраели решава да се занимава с литературна дейност. След няколко месеца упорит изнурителен труд се появява неговият първи роман „Вивиан Грей“, с шумен и малко скандален успех. По-късно започнали да смятат Дизраели за родоначалник на политическия роман в Англия. Вече четиридесетгодишен, по-възрастен и познаващ живота, Дизраели пише редица социални романи, ставайки родоначалник и на този жанр. Видимо достижение в този жанр е романът „Сибилла, или две нации“, в който ярко е показано съществуването на две нации в Англия, живеещи в остър конфликт – богати и бедни. Това художествено произведение е върхът в литературното творчество на Дизраели. Неговите добри романи се преиздават и се ползват от вниманието на читателите. Литературата му донася пари и известност, но той иска да влезе в парламента.

## Политическа кариера и семейство (1834 – 1880)

### Консервативна партия и брак
Към 30-годишен Дизраели вече е приет в лондонското висше общество. Там го покровителстват основно жени. Борбата за място в Камарата на общините е много трудна. Четири пъти Дизраели се проваля на парламентарните избори, накрая през 1837 г. успява да влезе в парламента от консервативната партия. В същия окръг от консерваторите е избран и крупният бизнесмен Уиндъм Левис, чиято жена Мери Ан активно участва в избирателната кампания. Скоро тя овдовява и се омъжва за Дизраели, който е с 12 години по-млад от нея. Бракът се оказва щастлив.

### Канцлер на хазната (1852) и министър-председател (1868)
Следват години на политическа борба в парламента, която се усложнява от различни маневри и интриги, стълкновения на честолюбиви замисли и амбиции на различните политици. Дизраели се намира в епицентъра на тези борби. Но неговите големи способности, твърда воля, огромна работоспособност му осигуряват репутация на най-добрия оратор в парламента след лидера на консерваторите. През 1851 г. застава начело на консерваторите в Камарата на общините. През 1852 е назначен за Канцлер на хазната от лорд Дарби, но предложеният бюджет не е одобрен и правителството подава оставка само след няколко месеца. През 1868 г. Дизраели, като лидер на консерваторите, е избран за министър-председател след оставката на лорд Дарби. След като обаче губят изборите същата година, консерваторите преминават в опозиция.

### Личен живот и семейство
Личният живот на Дизраели преминава през много изпитания. През 1868 г. умира брат му Джеймс. Той оставя на Бенджамин 5 хил. фунта. Здравето на жена му прогресивно се влошава, но и Мари Ан и Бенджамин крият един от друг, че това е рак. Жена му стоически взема участие в различни приеми и обеди. На Великден 1872 г. тя съпровожда мъжа си в Манчестър, където той с голям успех говори пред голяма аудитория. Но за нейните 80 години това е голямо натоварване. През юли съпрузите са на прием и крайно отслабналата виконтеса Биконсфилд губи съзнание, след което така и не се възстановява и умира на 15 ноември 1872 г. Смъртта на Мари Ан има много тежки последствия за Дизраели, защото той не само се лишава от любимия човек, но и търпи финансови несгоди, губейки 4,5 хил. паунда годишно, с които пожизнено разполага тя. Къщата на Парк Лейн също ѝ принадлежи само пожизнено. Затова след смъртта на жена си Дизраели, живял в този дом повече от 30 г., е принуден да го напусне и да се нанесе в хотел.
След 1872 г. Дизраели търси утешение в напрегната работа. Неговото спокойно поведение в предходните години на опозиция контрастира с новата му активност и неговият авторитет рязко нараства. Тази промяна започва още в последните месеци от живота на Мари Ан. Неговото изказване в Манчестър получава голям резонанс. Именно тогава той подлага либералното правителство на Уилям Гладстон на унищожителна критика. По това време положението в страната е опасно поради недостатъчно енергичната имперска политика на правителството на Гладстон, с когото Дизраели е в дългогодишно политическо съперничество. Либералната партия като че ли специално си поставя за цел разрушаването на Британската империя.

### Победа на изборите от 1874 г.
В Англия важен политически барометър са междинните избори за Камарата на общините, които се провеждат в отделни избирателни райони за смяна на депутати, напуснали предсрочно по различни причини. През 1873 г. такива избори показват намаляващите позиции на либералите и по-добрите позиции на консерваторите. И отново в основата на тези промени в настроенията на избирателите е тяхното разочарование от недостатъчно активната външна и имперска политика на Гладстон. Той разбира това и прибягва към често практикувана маневра: през януари 1874 г. получава съгласието на кралицата за разпускане на парламента и провеждане на нови избори. Сметките му са, че внезапността на този ход няма да даде време на консерваторите да се подготвят за изборите. За да си осигури подкрепата на избирателите, Гладстон обещава да отмени подоходния данък. Изборите са през февруари 1874 г. и носят победа на консерваторите. Партията на Дизраели получава 350 места в Камарата на общините, а партията на Гладстон – 245. Ирландската група има 57 депутати. Така консерваторите получават 50 места повече, отколкото всички други партии заедно. Това означава, че за първи път от много години консерваторите са господари на положението в страната. В разкъсваната от противоречия и разкол партия на консерваторите Дизраели се оказва най-способен за ръководството на партията и страната. И затова, когато консерваторите се оказват на власт, се изпълнява голямата му мечта – той става министър-председател на Великобритания. Министър на външните работи отново става лорд Стенли.
Дизраели е щастлив да създаде правителство. Щастливият премиер се чувства уморен и се нуждае от почивка. Той заминава за Брайтън – най-модният и тогава, и по-късно курорт на Южна Англия. Тук старият политик има време да размисли за своя успех и цената, платена за него. И стига до извода, че за да постигнат голямата цел, хората са длъжни да жертват всичко останало. Но едно важно обстоятелство помрачава радостта от постигането на великата цел. Когато го поздравявали с постигнатия триумф, Дизраели отговарял: „Да, но той дойде доста късно“. И все пак той с готовност и радост приема тежкото бреме на властта, въпреки своите 70 години.

### Управление (1874 – 1880)
Консервативният кабинет приема редица закони – за общественото здравеопазване, работническите жилища, взаимоспомагателните дружества. Разширяват се избирателните права да обхванат работниците в градовете. Забранява се наемен труд на деца под 10 години и се приема закон за санитарни мерки за градовете. Повечето закони обаче засягат повече средната класа, тъй като социалните реформи са предимно препоръчителни.
Дизраели се счита за основател на консервативната партия в този ѝ вид. Той пръв формулира и въвежда в практиката принципа на „демократичните тори“, позволяващ на консерваторите да съхраняват властта в свои ръце в различните исторически условия. Неговите апологети утвърждават, че той е дал на консервативната партия на Англия двуединната политика „демократизъм и империализъм“.

#### Външна политика
Дизраели отделя първостепенно внимание на колониалните и външнополитическите проблеми. По това време външната политика на Англия е глобална, тъй като нейни владения се намират на всички континенти. Нейният флот действа във всички морета и океани, английските стоки и пари проникват в най-отдалечените кътчета на света. Във външната политика той се стреми към разширение на Британската империя, т.е. Дизраели и неговите сподвижници се изявяват като „империалисти“. През 1875 г. без санкция от парламента Дизраели закупува тайно от египетския хедив Исмаил паша акции от Суецкия канал – 177 000 акции за 4 милиона лири. През следващата година поднася на кралицата титлата императрица на Индия, а тя на свой ред го награждава с титлата граф Бийкънсфийлд и званието лорд.

#### Източният въпрос
Особена важност по време на правителството на Дизраели добива Източният въпрос. Разгърналата се в тази връзка борба между Великите сили в много отношения определя отношенията на Великобритания с водещите европейски държави и преди всичко с Русия.
Източният въпрос възниква във връзка с това, че през 19 век икономическото, социалното и културното развитие на поробените от Османската империя народи от Балканския полуостров достига такова равнище, че те започват да вдигат въоръжени въстания против османското господство. Бенджамин Дизраели се стреми да затвърди влиянието на Великобритания в Османската империя и на Проливите. Политиката на неговото правителство е да защитава целостта на империята и да се обявява срещу националноосвободителните движения на балканските народи. Ето защо, въпреки пламенните призиви на Уилям Гладстон в защита на българите, той омаловажава жестокостите на турците при потушаването на Априлското въстание през 1876 г.
В края на Руско-турската освободителна война (1877 – 1878 г.) Дизраели изпраща английски военен флот в Дарданелите, за да предотврати пълния разгром на Турция и превземането на Цариград.
Преди започването на Берлинския конгрес Великобритания подписва с Русия Лондонското споразумение, с което се договаря изменението на Санстефанския предварителен договор в унисон с договореностите между Русия и Австро-Унгария от Райхщад от 1876 г. Според твърдения от времето на социализма, той настоявал градовете Варна и София да останат извън пределите на Княжество България. Ото фон Бисмарк се застъпва за българо-руската кауза, осуетявайки откъсването на два от най-големите градове на княжеството.
След Берлинския конгрес Великобритания получава от Турция правото да управлява Кипър в замяна на обещанието, че ще използва острова като военна база при евентуална руска агресия срещу Отоманската империя. За постиженията си на Берлинския конгрес Дизраели е удостоен с Ордена на жартиерата. Няколко години след това Великобритания влиза в Египет. Продължават английските опити за проникване в Персия и Афганистан, където през 1879 г. започват военни действия. В резултат Англия получава Хайберския проход на границата между Индия и Афганистан. През 1877 английското правителство анексира Трансваал и Оранжевата свободна република под предлог да защити бурите от зулусите, което по-късно води до Англо-бурските войни.

## Смърт (1881)
Дизраели умира на 19 април 1881 година в Мейфеър, Лондон, на 76-годишна възраст.